# Eivar Widlund
Eivar Widlund (Örebro, 1906. június 15. – Stockholm, 1968. március 15.) svéd válogatott labdarúgókapus.
A svéd válogatott tagjaként részt vett az 1934-es világbajnokságon.

## Sikerei, díjai
AIK
- Svéd bajnok (1): 1931–32